# Куинанзони, Софи
Софи Куинанзони (фр. Sophie Quinanzoni, род. 11 апреля 1971) — французская профессиональная велогонщица, бывший член женской сборной Франции по велоспорту.

## Карьера
Софи Куинанзони начала выступать на соревнованиях ещё в юном возрасте: один из первых зафиксированных результатов – 10-е место в многодневной гонке Omloop van de Vignes в 1989 году.
Пик карьеры Куинанзони пришёлся на середину 1990-х годов. В 1995 году она входила в состав женской сборной Франции по велоспорту и выступала вместе с Жанни Лонго. В том же году Софи достигла ряда значимых результатов на национальных и международных соревнованиях.
Завершив профессиональные выступления, Софи Куинанзони отошла от большого спорта и начала карьеру вне велоспорта. Впоследствии она поселилась в департаменте Вогезы (регион Гранд-Эст) и занялась коммерческой деятельностью. По данным её профессионального профиля, Софи работает коммерческим ассистентом в текстильной компании Le Jacquard Français в городе Жерарме.
Несмотря на уход из большого спорта, Куинанзони сохранила связь с велоспортом на любительском уровне. Она вступила в местный велосипедный клуб Vélo Sport Géromois (Жерарме) и продолжает участвовать в соревнованиях ветеранов и любителей. В частности, в 2023 году Софи приняла участие в гонке Montée du Poli, организованном её клубом, где проехала дистанцию за 20 минут 01 секунду. В том же году она выступила на традиционной разделке в Тентру (36-й Contre-la-montre de Taintrux), выиграв в своей возрастной категории (женщины 50+).
Помимо участия в гонках, Софи вовлечена в развитие местного велосообщества. Её имя фигурирует среди активистов и ветеранов, поддерживающих велоспорт в регионе. Так, в 2020 году её пригласили в качестве почётной гостьи на гонку Mirabelle Classic Féminine в Лотарингии, где организаторы собрали лучших велогонщиц 1980–90-х годов из региона Гранд-Эст.

## Достижения
Источник:
1989
- 10-я в Omloop van de Vignes

1995
- 25-я в Туре Вандеи
- 8-я в Гран-при взаимопомощи Верхней Гаронны
- 2-я в Туре Лимузена
- 52-я в Гранд Букль феминин
- 8-я в Чемпионате Франции по шоссейному велоспорту — индивидуальная гонка
- 8-я в Хроно Шампенуа

### Статистика выступления наГранд-турах
| Гонка / Год         | 1995 |
| ------------------- | ---- |
| Гранд Букль феминин | 52   |